# المعبد الهندوسي في دبي

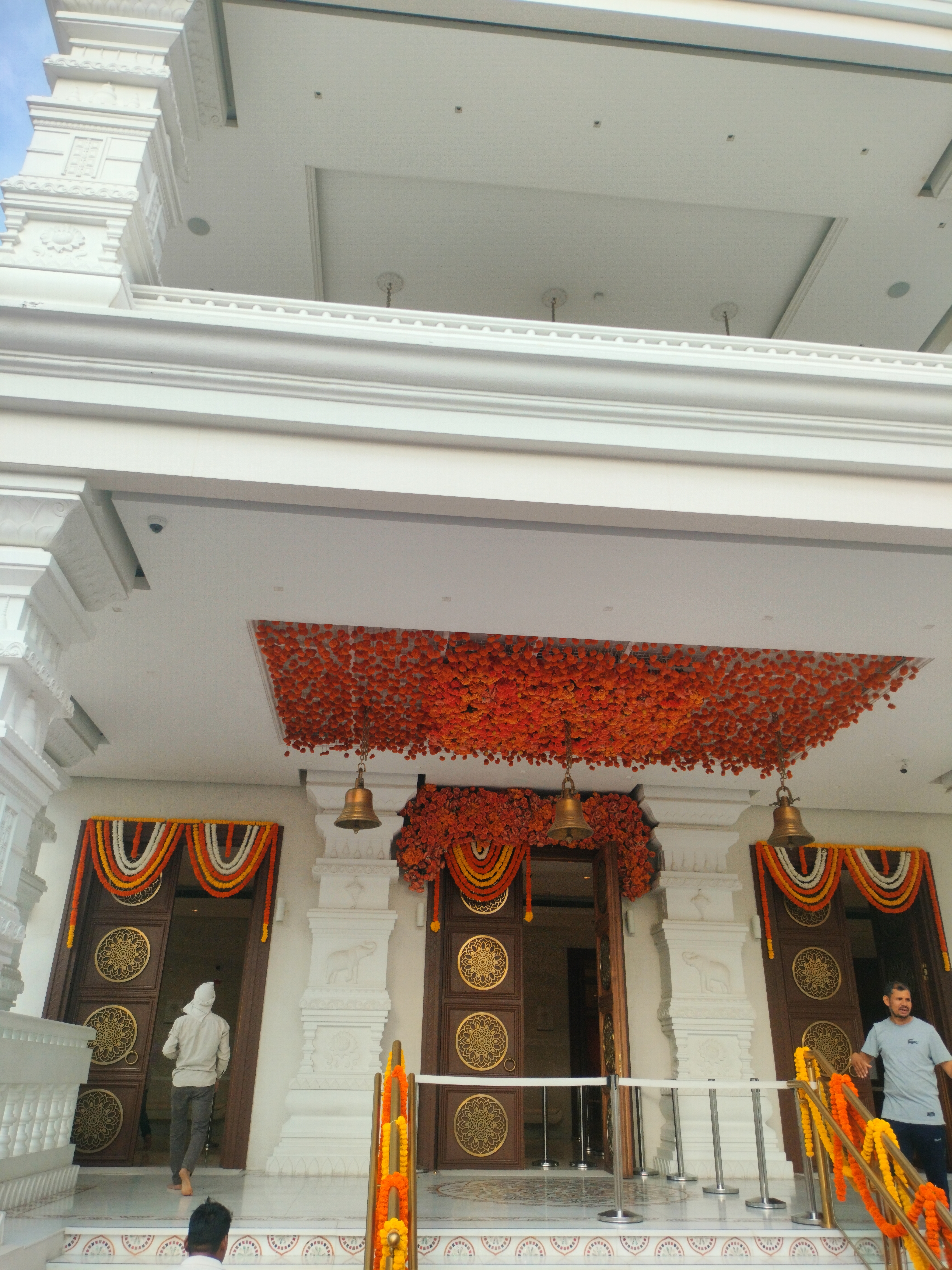
المعبد الهندوسي في دبي

معبد دبي الهندوسي هو مكان عبادة للهندوس في دبي ، الإمارات العربية المتحدة. يخدم المعبد المجتمع الهندوسي الكبير في الإمارات العربية المتحدة .

يقع المبنى الضخم في منطقة ميناء جبل علي ويشكل مزيجاً بين الهندسة المعمارية الهندية والإماراتية وقد كلف بناؤه (16 مليون دولار) بقدرة استيعابية حوالي ألف شخص في وقت واحد.
وقد تم تشييد معبد هندوسي جديد في أبو ظبي يعد،"أول معبد حجري هندوسي تقليدي "في الشرق الأوسط 
حيث يتألف المبنى الجديد في أبو ظبي من 7 أبراج ما يشير إلى عدد الإمارات في دولة الإمارات ، وقد تم تشييده بالحجر الرملي المستورد من ولاية راجستان الهندية، أما داخله فهو بالرخام الإيطالي.

## الخدمات
المعبد قاعة صلاة بها مذبحان أو مزاران على جانبين ، أحدهما لشيفا والآخر لكريشنا . كما تم إنشاء مذبح ثالث ساي بابا من شيردي .
يتم تشغيل المعبد بالاشتراك مع القنصلية الهندية في دبي. يقوم المعبد أيضًا بأداء مراسم الزفاف بين الهندوس. ومع ذلك ، لا يمكن تسجيل الزيجات الهندوسية في دولة الإمارات العربية المتحدة.
كما يعتبرالمعبد مركز دعم للمغتربين الهنود، بالإضافة للخدمات الصحية والاستشارات القانونية التي يقدمها المحامون والأطباء المتطوعون لخدمة زوار المعبد

## روابط خارجية
جولة في المعبد الهندوسي في أبو ظبي